# ダディ竹千代のオールナイトニッポン
『ダディ竹千代のオールナイトニッポン』（ダディたけちよのオールナイトニッポン）は、ニッポン放送の深夜番組、オールナイトニッポンで放送されていたラジオ番組。
パーソナリティは、ダディ竹千代&東京おとぼけCATSで活動していたダディ竹千代。放送枠は、1980年4月2日から同年6月25日までは水曜2部（毎週水曜日深夜27:00～29:00（木曜日未明3:00～5:00））、1980年7月10日から同年12月25日までは木曜1部（毎週金曜日深夜25:00～27:00（金曜日未明1:00～3:00））。

## 概要
パーソナリティのダディ竹千代は、ディレクターの岡崎正通によって、1979年度のナイターオフ番組『俺たち音楽仲間』（毎週日曜日20:00 - 21:00）に出演し、これが好評だったことから1980年4月よりオールナイトニッポンのパーソナリティに起用され、水曜2部で番組がスタート。3か月後の同年7月から木曜1部に昇格した。
ライブでのステージ上で見せる過激で破天荒なパフォーマンス同様にコミカル且つパワーあふれるトークを展開していた。本番組では、ダディについての話や噂話などの会話にダディが割込み、タイトルコールをするというオープニングで始まっていた。
その他の内容は、後述の｢日本のチベットを求めて｣や「世の中これはどうなってるんだ？コーナー」などのリスナー参加企画や、共演して知り合った女性歌手・ミュージシャンらをゲストに迎えて様々な部分を明らかにしながらトークをするコーナー、当時ブームだった芳賀書店のビニ本プレゼントなど、放送コードに抵触するか？というものもあった。また、当時親交のあったARBとアナーキーをゲストに招いた際、彼らとスタジオで大騒ぎをしてディレクターから始末書を書かされ、そのことが原因で番組は年内で打ち切りとなったという。
木曜1部の後任パーソナリティは、当時漫才ブームの最中人気絶頂であり、本番組にも1980年8月頃に「世の中、これはどうなっているんだ」コーナーにゲスト出演していたツービートのビートたけし（北野武）であった。本番組が9か月で終了したこともあって、『ビートたけしのオールナイトニッポン』の第1回放送（1981年1月1日）のオープニングでたけしに「いつまで続くかわかりませんけど、ダディ竹千代の記録だけは破りたいですなあ！」と言われてしまう。なお、この言われた直後にそのダディが突然現れてゲスト出演し、最初のCMの時間までたけしとの下ネタ・放送禁止用語交じりの過激なトークを展開していた。

## 主なコーナー
世の中これはどうなってるんだ？
- 本番組を代表する存在のコーナーで、リスナーが持っている疑問を、コント形式などに仕立てて解き明かす（例：「家の前にある一方通行の道の途中に反対方向を示す矢印のマークがあるのはどうなってるの」、「『たばこの火を“貸す”』というが、貸した火はいつ帰すのか」）。そして、当時ヒットしていた吉野家のCMソングで「いつも『牛丼一筋80年』と言っているのはおかしいのではないか。本当はいつが80年なのか」という疑問のはがきに対し、ダディが直接吉野家本社に出向いて、本社から「本当は去年（1979年）が80年です」との回答をもらったということがあった。
- 1980年8月頃にはツービートがこのコーナーにゲスト出演してコントに参加し、これらの投稿に対しどんどんツッコミなどの喋りを入れるという放送を展開した。

日本のチベットを求めて
- リスナー同士が地元の田舎自慢を競い合った。
- 他